# Edward Seaga
Edward Philip George Seaga (Boston, 28 maggio 1930 – Miami, 28 maggio 2019) è stato un politico giamaicano.

## Biografia
Seaga nacque a Boston da Philip Seaga, un imprenditore di origini libanesi, e da Erna Maxwell, di discendenze europee e africane. La famiglia rientrò in Giamaica quando Seaga aveva 6 anni, il quale in seguito tornò negli Stati Uniti per studiare scienze sociali a Harvard.
Appassionato di musica, Seaga fondò un'etichetta discografica in Giamaica e contribuì allo sviluppo dello ska, un genere musicale precursore del reggae con influenze di jazz e rhythm and blues.
Di stampo conservatore e allineato alle politiche statunitensi, Seaga sedette per 43 anni al Parlamento giamaicano, il mandato più lungo della storia del paese. Fu leader del Partito Laburista Giamaicano e principale oppositore di Michael Manley. Tra i due vi fu un'acerrima lotta politica che spinse il cantante Bob Marley a invocare la pace tra i due durante un concerto al National Stadium di Kingston.
Durante il mandato da primo ministro, Seaga cercò di smantellare i programmi socialisti avviati dal suo rivale, aiutando la nazione a risollevarsi dal disastro finanziario. Consolidò i rapporti con Ronald Reagan e Margaret Thatcher e impose la rottura dei legami con Cuba. Avviò quindi un vigoroso programma di privatizzazione e deregolazione.
Fu il primo capo del governo straniero a essere invitato alla Casa Bianca da Reagan ed espresse il suo endorsement all'invasione di Grenada del 1983, operazione osteggiata da molti altri paesi. Nonostante i progressi nello stabilizzare l'economia nazionale e nel promuovere la cultura e le tradizioni del paese, non riuscì ad affrontare i problemi delle classi povere e della disoccupazione. Nel 1989 venne sconfitto da Manley, che gli succedette all'incarico di primo ministro.
Nel 2005 Seaga si ritirò dalla politica. Negli ultimi anni della sua vita scrisse due libri di memorie e ravvivò il suo interesse per il folclore giamaicano, che studiò all'Università delle Indie occidentali. Morì di cancro a Miami nel 2019, giorno del suo 89º compleanno.

## Vita privata
Seaga si sposò due volte: nel 1965 con Marie Constantine e nel 1996 con Carla Vendryes. In totale ebbe 4 figli.